# يوهان هينريتش فون شميت
يوهان هينريتش فون شميت (بالألمانية: Heinrich von Schmitt)‏ هو عسكري نمساوي، ولد في 1744 في بشت في المجر، وتوفي في 11 نوفمبر 1805 في Dürnstein ‏ في النمسا.